# Vincenzo Galilei

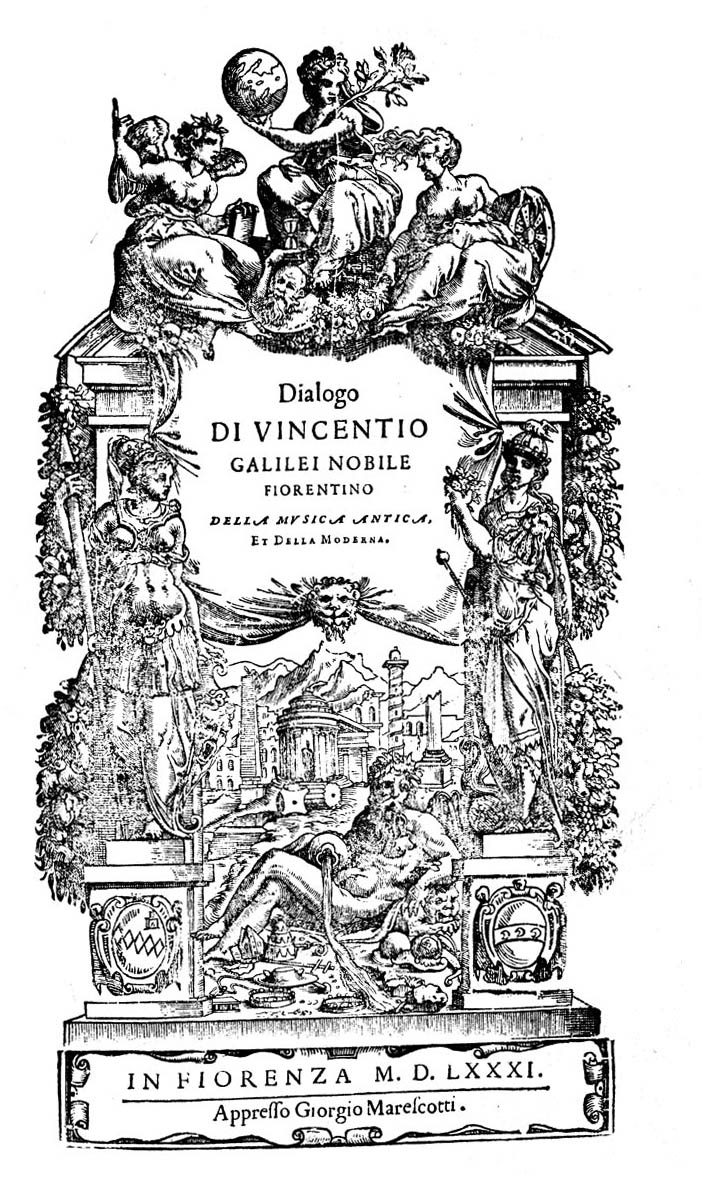
Della musica antica et della moderna, 1581

Vincenzo Galilei, auch Vincenzio Galilei, (* um 1520 in Santa Maria a Monte; † 2. Juli 1591 in Florenz) war ein italienischer Lautenist, Musiktheoretiker und Komponist. Er ist der Vater des großen Naturwissenschaftlers Galileo Galilei sowie des Komponisten Michelangelo Galilei.

## Leben
Vincenzo Galilei stammte aus einer noblen Familie, was allerdings keinen Wohlstand einschloss, sondern nur das Recht Ämter in Florenz zu bekleiden. Er war Schüler der Musiktheoretiker Gioseffo Zarlino (in den 1560er Jahren in Venedig) und Girolamo Mei. Um 1560 zog er nach Pisa und heiratete 1562 Giulia Ammannati (* 1538, † 1620) aus einer angesehenen Familie von Tuchhändlern aus Pisa, die zeitlebens auch unter ihren Söhnen als streitsüchtig und von schwierigem Charakter bekannt war. Auch Vincenzo Galilei arbeitete in Pisa zeitweise im Tuchhandel. Aus der Ehe gingen sechs oder sieben Kinder hervor, darunter Galileo 1564 als ältester Sohn und der Lautenist und Komponist Michelangelo (1575–1631) und drei Mädchen Virginia (* 1573), Livia (* 1578) und Elena (* 1580). Er wirkte in Pisa, das zum Großherzogtum Toskana gehörte, und Florenz als Lautenlehrer, Lautenist, Komponist und Sänger und hatte bedeutende Gönner, insbesondere Giovanni de’ Bardi in Florenz, der auch seinen Aufenthalt in Venedig bei Zarlino finanzierte. Er war auch einige Zeit in Rom, um Madrigale zu sammeln. Er war so besessen von der Laute, dass er sie bei jeder Gelegenheit spielte, durch die Stadt wandernd, zu Pferd, am Fenster oder zu Bett, wie es in seiner Sammlung von Lautenkompositionen hieß (Fronimo, 1568, 2. erw. Ausgaube, 1584). Anfang der 1570er Jahre konnte er endgültig in die Hauptstadt der Toskana nach Florenz übersiedeln und sich ganz der Musik widmen. In Florenz war er Mitglied der Florentiner Camerata des Giovanni de’ Bardi, einer Gruppe, die sich die Wiederbelebung antiker Vorbilder zum Ziel gesetzt hatte. Dort galt er auch als Theoretiker der Gruppe.
In seinem de’ Bardi gewidmeten Werk Dialogo della musica antica e della moderna von 1581 zeigte er sich als erster Vertreter einer Aristoxenos-Renaissance, da er die Auffassung vertrat, die Laute müsse gleichstufig temperiert gestimmt werden; er gab die Saiten-Proportion 18:17 als sehr gute Näherung des gleichstufig temperierten Halbtons an. In der gleichen Schrift setzte er sich auch für eine Wiederbelebung der antiken Monodie (Einstimmigkeit) ein und wandte sich gegen die herkömmliche Polyphonie. Dies tat er aber in modifizierter Weise, dergestalt, dass er den Sologesang mit Instrumentalbegleitung propagierte. Seine Schrift wurde wegweisend für die Entwicklung des Rezitativs. Er selbst komponierte die ersten monodischen Werke mit Lautenbegleitung, die aber nicht erhalten sind. Erhalten sind von ihm aber einige mehrstimmige Madrigale und Lautenstücke.
In seiner Streitschrift Discorso intorno all’opere di messer Gioseffo Zarlino („Abhandlung über die Werke des Herrn Gioseffo Zarlino“) widerlegte er 1589 unter anderem die Annahme seines Lehrers Zarlino, dass dessen Überlieferung der Legende von Pythagoras in der Schmiede physikalisch korrekt sei, da die Tonhöhe einer Saite offensichtlich nicht proportional zur Zugspannung ist. Galilei widerlegte die damals gängige Auffassung, dass das Verhältnis der Saitenspannung von Saiten, die in der Stimmung eine Oktave auseinander liegen, wie bei der Länge 2:1 war. Durch Anhängen von Gewichten zeigte er vielmehr, dass sie 4:1 war (siehe dazu Saitenschwingung). Viele der experimentellen Untersuchungen veröffentlichte Vincenzo Galilei nicht, sie fanden sich aber später im Nachlass seines Sohnes Galileo Galilei. Die quantitative Beschreibung der physikalischen Verhältnisse an schwingenden Saiten wurde dann im 17. Jahrhundert genauer von Galileo Galilei und Marin Mersenne (der einer der frühen Anhänger der Methoden Galileis in Frankreich war) untersucht. Die durch seinen Vater geknüpfte Verbindung von Theorie und Experiment auf dem Gebiet der Musik war von Einfluss auf die Entwicklung Galileis als Physiker. Stillman Drake vermutet, dass der junge Galilei seinen Vater bei den Experimenten unterstützte, als er Ende der 1580er Jahre noch bei seiner Familie wohnte. Er vermutet auch, dass in diesen Experimenten seines Vaters (oder mit seinem Vater) der Ursprung der experimentellen Methode bei Galilei lag, zum Beispiel führt er auch das frühe Interesse von Galileo für die Pendeluhr darauf zurück. Galileo Galilei erhielt vom Vater eine musikalische Ausbildung und spielte Laute.

## Veröffentlichungen, Textausgaben und Übersetzungen
- Intavolatura de lauto di Vincenzo Galileo Fiorentino. Valerio Dorico, Rom, 1563 (Madrigale).[6] RISM ID: 990019412
- Fronimo... Dialogo del intavolare nel musica del liuto, Gerolamo Scotto, Venedig, 1568 RISM ID: 990019410
  - 2. Auflage Gerolamo Scotto, Venedig, 1584 RISM ID: 990019411 (Digitalisat der Library of Congress)
  - Faksimile Bologna 1969, hrsg. von Rolf Rapp (= Forni Editore)[7]
- Il primo libro de madrigali a quatro et cinque voci. Antonio Giardano, Söhne, Venedig, 1574 RISM ID: 990019412
- Contrapunti a due voci, Giorgio Marescotti, Florenz, 1584 RISM ID: 990019413
- Il secondo libro de madrigali a quatro, et a cinque voci, Angelo Giardano, Venedig, 1587 RISM ID: 990019414
- Discorso intorno all’opere di messer Gioseffo Zarlino da Chioggia, Venedig 1589
  - Faksimile-Nachdruck Mailand 1933.
- Dialogo della musica antica et moderna. Giorgio Marescotti, Florenz 1581 (Digitalisat des Münchener Digitalisierungszentrums der Bayerischen Staatsbibliothek)
  - hrsg. Fabio Fano, Reale Accademia d’Italia, Rom 1934
    - In Auszügen in englischer Übersetzung in William Oliver Strunk (Hrsg.), Source Readings in Music History, Band 2, The Renaissance Era, New York 1950, 1965
    - Englische Übersetzung mit Einleitung: Dialogue on ancient and modern music, hrsg. Claude V. Palisca, Yale University Press, New Haven 2003, ISBN 0-300-09045-5
- Frieder Rempp (Hrsg.): Die Kontrapunkttraktate Vincenzo Galileis, Köln 1980 (darunter Discorso intorno all`uso della dissonanze)
- Discourse concerning the diversity of the ratios of the Diapason, in Claude V. Palisca, The Florentine Camerata: Documentary Studies and Translations, New Haven /London 1988 (abgedruckt ist ebenfalls A special discourse concerning the Unison)

Seine unveröffentlichten Manuskripte sind in der Nationalbibliothek Florenz (MSS Galileiani).